# Церква Покрови Пресвятої Богородиці (Бережанка)
Церква Покрови Пресвятої Богородиці в Бережанці — парафія і храм Борщівського благочиння Тернопільської єпархії Православної церкви України в селі Бережанка Скала-Подільської громади Чортківського району Тернопільської области.

## Історія церкви
Перша згадка про церкву датується 1927 роком.
Вона була дочірньою церквою Іванківської церкви до 1931 року, коли вона стала дочірньою церквою Скали.
Кількість вірян: 1886 — 411, 1896 — 408, 1906 — 436, 1914 — 414, 1927 — 450, 1938 — 457.

## Парохи
- о. Григорія Капустинський ([1927—1938])[1],
- о. невідомий (1931)[1],
- о. Іван Дерев'янко (1931—[1938])[2],
- о. Ілля Негір[3],
- о. Віталій Парасинчук — нині[3].